# Rynket rose
Rynket rose (Rosa rugosa) eller hybenrose er en 50-150 centimeter høj busk, hvis naturlige udbredelse er i Østasien. De unge skud er filthårede. Senere bliver de tæt besat med børster og helt rette torne. Blomsterne er usædvanligt store for en vildrose og dufter godt og stærkt. Frugten, hybenen er stor og fladtrykt kugleformet.
I Europa er den indført og nu almindeligt udbredt (naturaliseret) i mange områder, hvor den anses for at være invasiv. I Danmark er den også vidt udbredt, specielt i kystegnene. Rynket rose er på Naturstyrelsens sortliste over invasive arter og breder sig uønsket i landet, da den kan udkonkurrere de naturlige danske arter. Der er flere metoder til at bekæmpe planten, men det er svært og kræver ofte en længerevarende indsats, da selv små stykker rod igen kan skyde og frøene kan overleve flere år. Siden 2021 har det været forbudt at sælge eller udveksle rynket rose i Danmark; planter man allerede har i haven må gerne blive stående, blot man ikke lader dem sprede sig.

## Beskrivelse
Rynket rose er en løvfældende busk med en opret, riset vækstform. De unge skud er filthårede og lysegrønne i barken. Senere bliver de tæt besat med børster og helt rette torne. Samtidig bliver barken grålig. Knopperne er spredte, kegleformede (senere udspærrede), små og rødbrune (senere lysegrønne).
Bladene er uligefinnede med elliptiske småblade og spidse akselblade. Bladrandene er savtakkede og oversiden er læderagtig og rynket, men blank og skinnende mørkegrøn. Undersiden er lysegrøn med tornagtige hår på ribberne. Blomstringen sker i juni-juli. Blomsterne sidder enkeltvis eller få sammen ved skudspidserne. De er usædvanligt store for en vildrose, rosenrøde og dufter godt og stærkt. Hybenet er stort og kuglerundt, måske lidt fladtrykt, og orangerødt. Frøene modner godt og spirer villigt.
Rodnettet er højtliggende og vidtstrakt, men kun svagt forgrenet. Planten sætter rigtigt mange rodskud.
Højde x bredde og årlig tilvækst: 2 x 1,5 m (30 x 20 cm/år), men hvis udløbernes rodskud regnes med, er busken langt større i bredden!

## Voksested
Rynket rose hører hjemme på den magreste sandbund langs Sibiriens, Kamtjatkas, Sakhalins, Koreas og det nordlige Japans (Hokkaidos) kyster.
Den tåler salt, både i luften ("havgus") og i jorden. Planten er særdeles overlevelsesdygtig, vokser hurtigt og kan overleve hård frost.
Den er invasiv i Danmark, hvor den er almindeligt udbredt på sandet bund ved strande og klitter og her udkonkurrerer øvrige hjemmehørende arter.

## Anvendelse
Hyben af rynket rose kan laves til saft, te, suppe eller gelé. Frugterne fra alle roser indeholder store mængder C-vitamin og A-vitamin og kalcium, men det er først og fremmest hyben fra rynket rose eller "hybenrose", der anvendes til syltning.